# 生田家的早晨
《生田家的早晨》，2018年12月10日至26日於日本日本電視台《ZIP!》節目內播出的短篇電視連續劇，由福山雅治擔任企劃及主題曲，笨蛋節奏編劇、中山裕介主演。
此劇播出後，其詼諧有趣且平易近人的家庭互動獲得觀眾共鳴，並獲頒銀河賞月間賞。此為編劇笨蛋節奏繼好評的《架空OL日記》獲特別賞後的第二次獲獎。
2019年，在反響之下於9月3日宣布播出續作《生田家的早晨 2019秋》，擴大為20集，2019年10月1日起播出，由原班人馬製作演出。

## 製作經緯
日本電視台因開台65週年之因緣，故邀福山雅治擔任新型態電視劇的企劃，並同時編寫主題曲，福山並邀請想合作的編劇笨蛋節奏編寫劇本。此劇在情報節目《ZIP!》中播出，每集7分鐘，主要描述一家人在早晨所發生的日常對話。兒童演員為經由徵選所選出。

## 登場人物
- 生田浩介：中山裕介（日语：ユースケ・サンタマリア）

生田家的一家之主，白領上班族。
- 生田早苗：尾野真千子

浩介妻子。專職家庭主婦。
- 生田美菜：關谷瑠紀

生田家國中一年級的女兒。
- 生田悟：鳥越壯真（日语：鳥越壮真）

生田家國小一年級的兒子。

## 幕後班底
- 劇本：笨蛋節奏
- 企劃：福山雅治
- 主題曲：福山雅治
- 導演：狩山俊輔、水野格（第二季）
- 製作人：小田玲奈、森雅弘、鈴木香織
- 總製作人：池田健司
- 製作協力：AX-ON（日语：日テレアックスオン）
- 製作播出：日本電視台

## 獎項
- 2018年銀河賞電視劇部門12月度月間賞
- 2018年向田邦子賞（笨蛋節奏）

## 播出日程

### 第一季
| 集數   | 播出日   | 標題 （日文原標題）                                   | 劇本     | 導演     |
| ------ | -------- | ----------------------------------------------------- | -------- | -------- |
| 第1集  | 12月10日 | 生田家，買房 生田家、家を買う                         | 笨蛋節奏 | 狩山俊輔 |
| 第2集  | 12月11日 | 無法丟掉醬料包！ ｢からしの小袋」を捨てられない！      | 笨蛋節奏 | 狩山俊輔 |
| 第3集  | 12月12日 | 不爽的媽媽 ママはご機嫌ナナメ                         | 笨蛋節奏 | 狩山俊輔 |
| 第4集  | 12月13日 | 想養寵物 ペットを飼いたい                             | 笨蛋節奏 | 狩山俊輔 |
| 第5集  | 12月14日 | 爸爸好煩 パパがうざい                                 | 笨蛋節奏 | 狩山俊輔 |
| 第6集  | 12月17日 | 關於爸爸做的咖哩 パパがつくるカレーのお話             | 笨蛋節奏 | 狩山俊輔 |
| 第7集  | 12月18日 | 向聖誕老人要的禮物 サンタさんへのお願い               | 笨蛋節奏 | 狩山俊輔 |
| 第8集  | 12月19日 | 媽媽睡過頭！ ママが寝坊！                             | 笨蛋節奏 | 狩山俊輔 |
| 第9集  | 12月20日 | 媽媽央求爸爸 ママがパパにおねだり                     | 笨蛋節奏 | 狩山俊輔 |
| 第10集 | 12月21日 | 小悟沒對任何人說的祕密 悟の誰にも言えない秘密         | 笨蛋節奏 | 狩山俊輔 |
| 第11集 | 12月24日 | 生田家可能會上電視 生田家がテレビに出ちゃうかも       | 笨蛋節奏 | 狩山俊輔 |
| 第12集 | 12月25日 | 過年的方式 お正月休みの過ごし方                       | 笨蛋節奏 | 狩山俊輔 |
| 第13集 | 12月26日 | 生田家可能會發生的悲劇 生田家に起こるかもしれない悲劇 | 笨蛋節奏 | 狩山俊輔 |

### 第二季
| 集數   | 播出日期      | 標題             | 劇本     | 導演     | 備註 |
| ------ | ------------- | ---------------- | -------- | -------- | --- |
| 第1集  | 2019年10月1日 | 慢跑             | 笨蛋節奏 | 狩山俊輔 | |
| 第2集  | 2日           | 對尼龍毛巾的爭論 | 笨蛋節奏 | 狩山俊輔 | |
| 第3集  | 3日           | 洋娃娃           | 笨蛋節奏 | 狩山俊輔 | 星期四的《ZIP!》節目主持人田中直樹客串演出。                                                                 |
| 第4集  | 4日           | 我家的氣味       | 笨蛋節奏 | 狩山俊輔 | |
| 第5集  | 7日           | 稱呼媽媽的方式   | 笨蛋節奏 | 狩山俊輔 | |
| 第6集  | 8日           | 家長參觀日       | 笨蛋節奏 | 狩山俊輔 | |
| 第7集  | 9日           | 早苗的行動       | 笨蛋節奏 | 狩山俊輔 | |
| 第8集  | 10日          | 紀念日           | 笨蛋節奏 | 狩山俊輔 | |
| 第9集  | 11日          | 緊急狀況         | 笨蛋節奏 | 狩山俊輔 | |
| 第10集 | 17日          | 家庭服務         | 笨蛋節奏 | 狩山俊輔 | 原預定於10月14日播出，因颱風哈吉貝影響而延期。 因此第11集與第12集於第10集之前播出 （鳥越未進行總集篇簡介）。 |
| 第11集 | 15日          | 遙控器           | 笨蛋節奏 | 狩山俊輔 | 本集設有與現場直播連動的設計。                                                                               |
| 第12集 | 16日          | 神秘電線         | 笨蛋節奏 | 狩山俊輔 | |
| 第13集 | 17日          | AI音箱           | 笨蛋節奏 | 狩山俊輔 | 緊接第10集後播出。                                                                                           |
| 第14集 | 18日          | 成熟的大人       | 笨蛋節奏 | 狩山俊輔 | 野間口徹客串演出。                                                                                           |
| 第15集 | 21日          | 嚴重的問題       | 笨蛋節奏 | 狩山俊輔 | 本篇最後，綠山一家登場。                                                                                     |

## 綠山家的早晨
《綠山家的早晨》是自2019年10月22日起至10月28日止於日本電視台系《ZIP!》節目內播出的電視劇。由笨蛋節奏擔任編劇與主演。全5集。
在2019年10月21日播出的《生田家》第二季最終回中，畫面轉至電視機前觀看節目的綠山夫婦對話場景，並以此為銜接預告隔日將開始播出新劇集。同樣地，在10月28日播出的《綠山家》最終回中，畫面再次轉回觀看綠山家的生田一家，並由中山裕介擔任旁白，正式結束預定的15集（生田家第2期）+ 5集（綠山家）共20集的播出。

### 劇情簡介
描繪一對平凡夫妻早晨的日常故事。

### 演員陣容
- 綠山貴志 - 笨蛋節奏
- 綠山美羽（貴志之妻） - 平岩紙

### 播出集數列表
| 集數  | 播出日         | 標題       | 劇本     | 導演     | 備註                             |
| ----- | -------------- | ---------- | -------- | -------- | -------------------------------- |
| 第1集 | 2019年10月22日 | 反撃と連想 | 笨蛋節奏 | 狩山俊輔 |                                  |
| 第2集 | 23日           | リモコン   | 笨蛋節奏 | 狩山俊輔 |                                  |
| 第3集 | 24日           | 登場人物   | 笨蛋節奏 | 狩山俊輔 |                                  |
| 第4集 | 25日           | 初出し合戦 | 笨蛋節奏 | 狩山俊輔 |                                  |
| 第5集 | 28日           | 応相談     | 笨蛋節奏 | 狩山俊輔 | 於劇集本篇最後，生田家再次登場。 |

## 外部連結
- 日本電視台官方網站 （页面存档备份，存于）
- 生田家的早晨的X（前Twitter）